# Olympic Modern Pentathlon Centre
Das Olympic Modern Pentathlon Centre ist ein Sportkomplex für Modernen Fünfkampf in der griechischen Hauptstadt Athen.

## Geschichte
Das Olympic Modern Pentathlon Centre ist Teil des Goudi Olympic Complex und wurde für die Olympischen Sommerspiele 2004 in Athen erbaut. Während den Spielen fanden im Olympic Modern Pentathlon Centre die Teildisziplinen Reiten, Schwimmen sowie der Crosslauf statt. Die Zuschauerkapazität betrug 2500 beim Schwimmen sowie 5000 beim Reiten und Laufen. Die zwei übrigen Teildisziplinen Schießen und Fechten wurden, wie auch die Badmintonturniere, in der Goudi Olympic Hall ausgetragen.